# Kulturhaus Aktivist

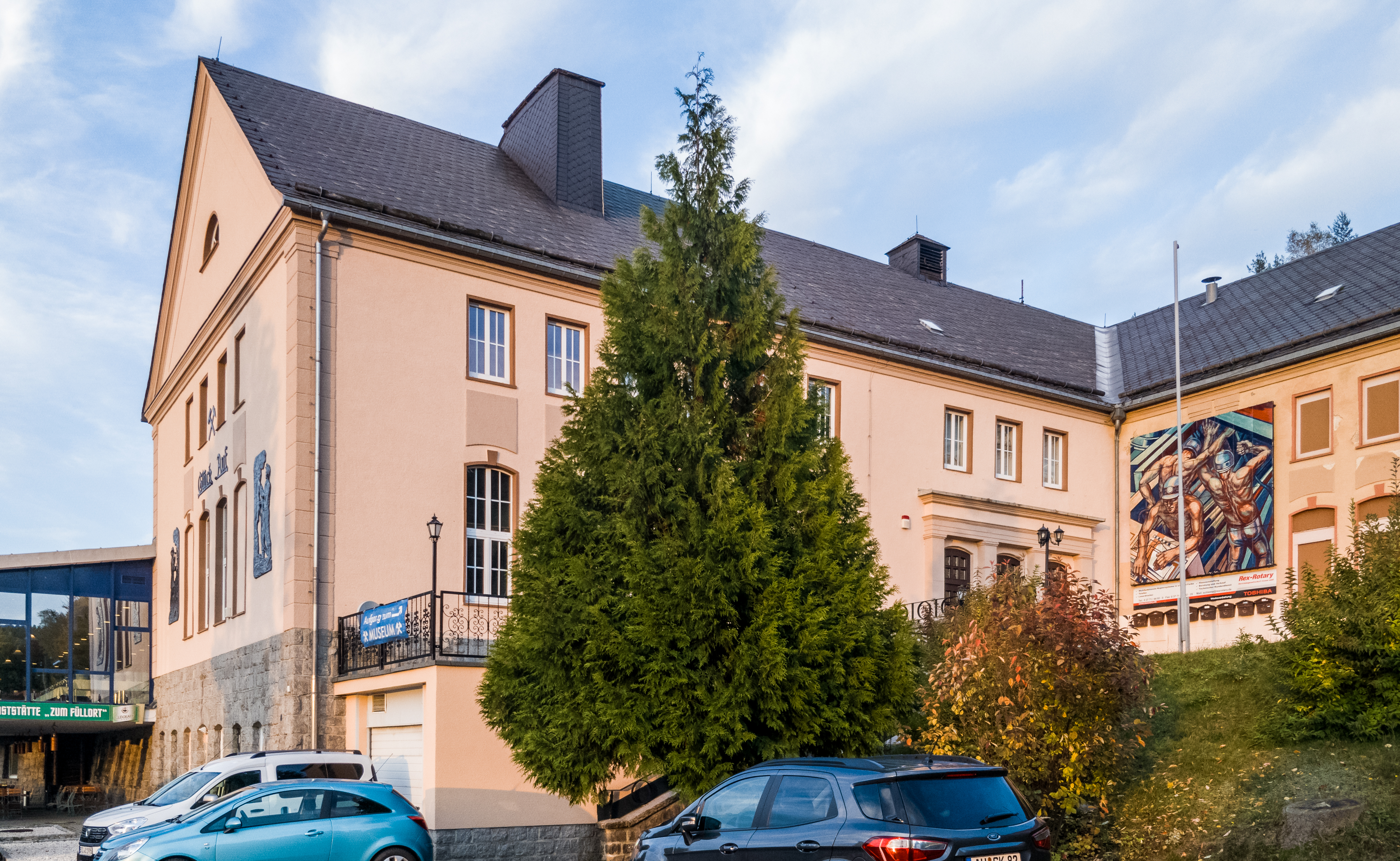
Teilansicht

Das Kulturhaus Aktivist ist eine kulturelle Einrichtung im Ortsteil Bad Schlema der Großen Kreisstadt Aue-Bad Schlema im sächsischen Erzgebirgskreis. Es entstand in den 1950er Jahren mit dem im Ort beginnenden Uranbergbau durch die SDAG Wismut. – Nach 1990 wurde das Haus im Zusammenhang mit der Abwicklung der Wismut von der Stadtverwaltung übernommen und große Teile zu einem Museum umfunktioniert. Die erhaltenen Veranstaltungsräume (Großer Saal oder Theatersaal, kleiner Saal, Foyer) werden weiterhin multifunktional genutzt.

## Lage
Das Bauwerk mit der Adresse Bergstraße 22 steht südwestlich des Ortskerns von Bad Schlema im Ortsteil Oberschlema. Auf seine Existenz weist ein mit Felsbrocken beladener Hunt an der B 169 an der Straßenzuführung zum Museum hin.

## Baugeschichte
Das Gebäude wurde von 1952 bis 1953 durch die SDAG Wismut als Freizeit- und Kulturzentrum der Wismut-Bergleute errichtet, das den Namen Kulturhaus Aktivist erhielt.
Anlässlich des Umbaus als Museum Mitte der 1990er Jahre erfolgten umfangreiche Rekonstruktions- und Sanierungsarbeiten, die fast das gesamte Innere, aber auch die äußere Bausubstanz betrafen, hervorzuheben sind hier:
- Neue Dacheindeckung mit Schiefer,
- Putzerneuerung und neue Fassadengestaltung,
- Einsetzung neuer Fenster,
- Modernisierung der gesamten Betriebs- und Sanitärtechnik,
- Teilweise behindertengerechter Umbau.

## Nutzungsgeschichte

### Klub- und Kulturhaus

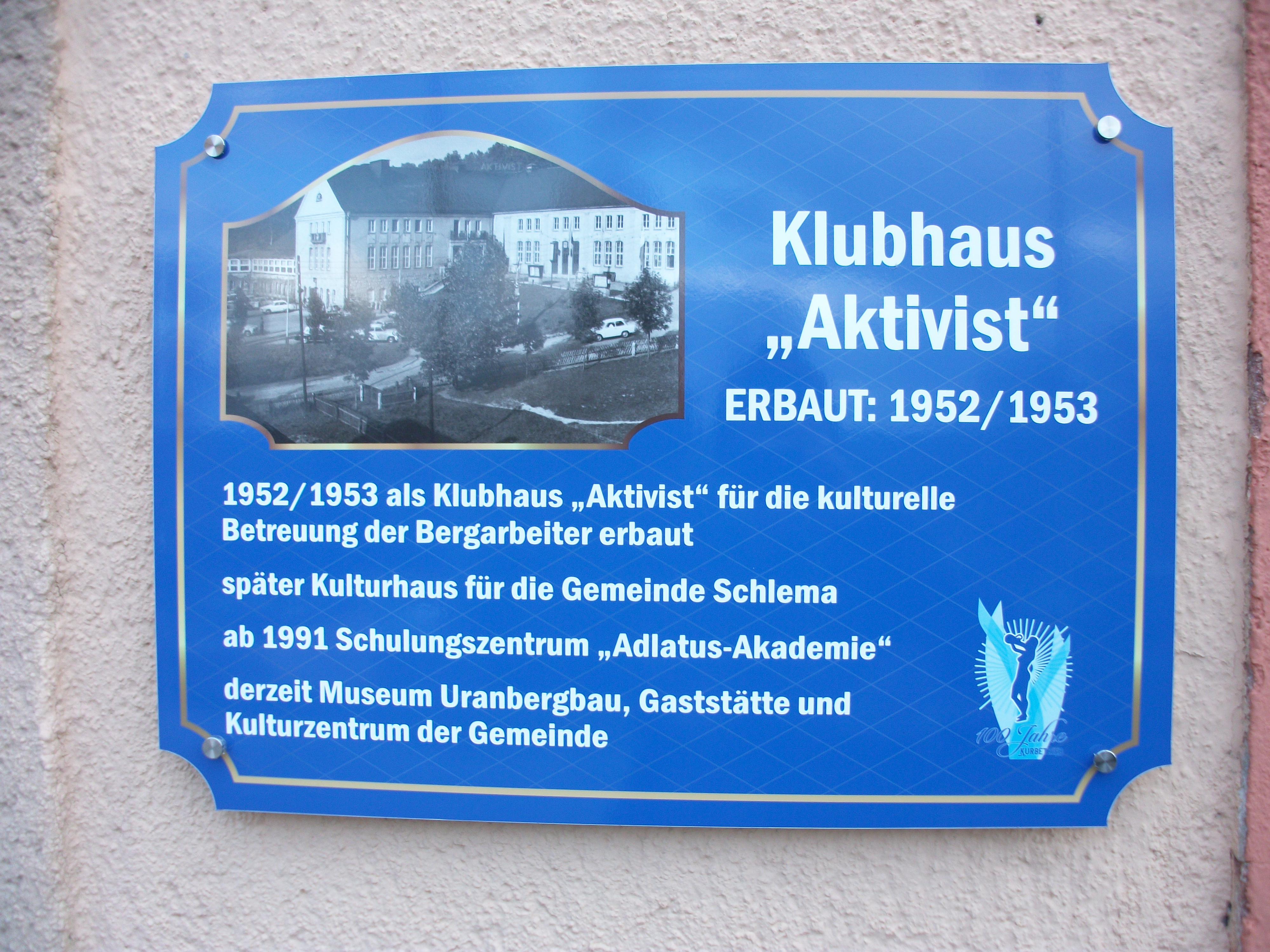
Klubhaus Aktivist, Infotafel

Zur ersten kulturellen Nutzung entstanden ein Theatersaal mit 400 Sitzplätzen in festen Reihen (Kinobestuhlung), ein kleiner Saal (200 Plätze), eine kleine Diele (100 Plätze) mit jeweils variabler Bestuhlung sowie etliche Zirkel- und Probenräume.
Die ursprüngliche Bergleute-Betreuung ging bald in ein öffentlich nutzbares Kulturhaus über. Mit dem Rückzug der Wismut AG beim Bergbau musste eine neue Nutzung gefunden werden. Zunächst, 1991 und damit zwei Jahre nach der Wende wurde das Haus teilweise ein Schulungszentrum für die Adlatus-Akademie, Filiale Pflegezentrum Bad Schlema.

### Museum

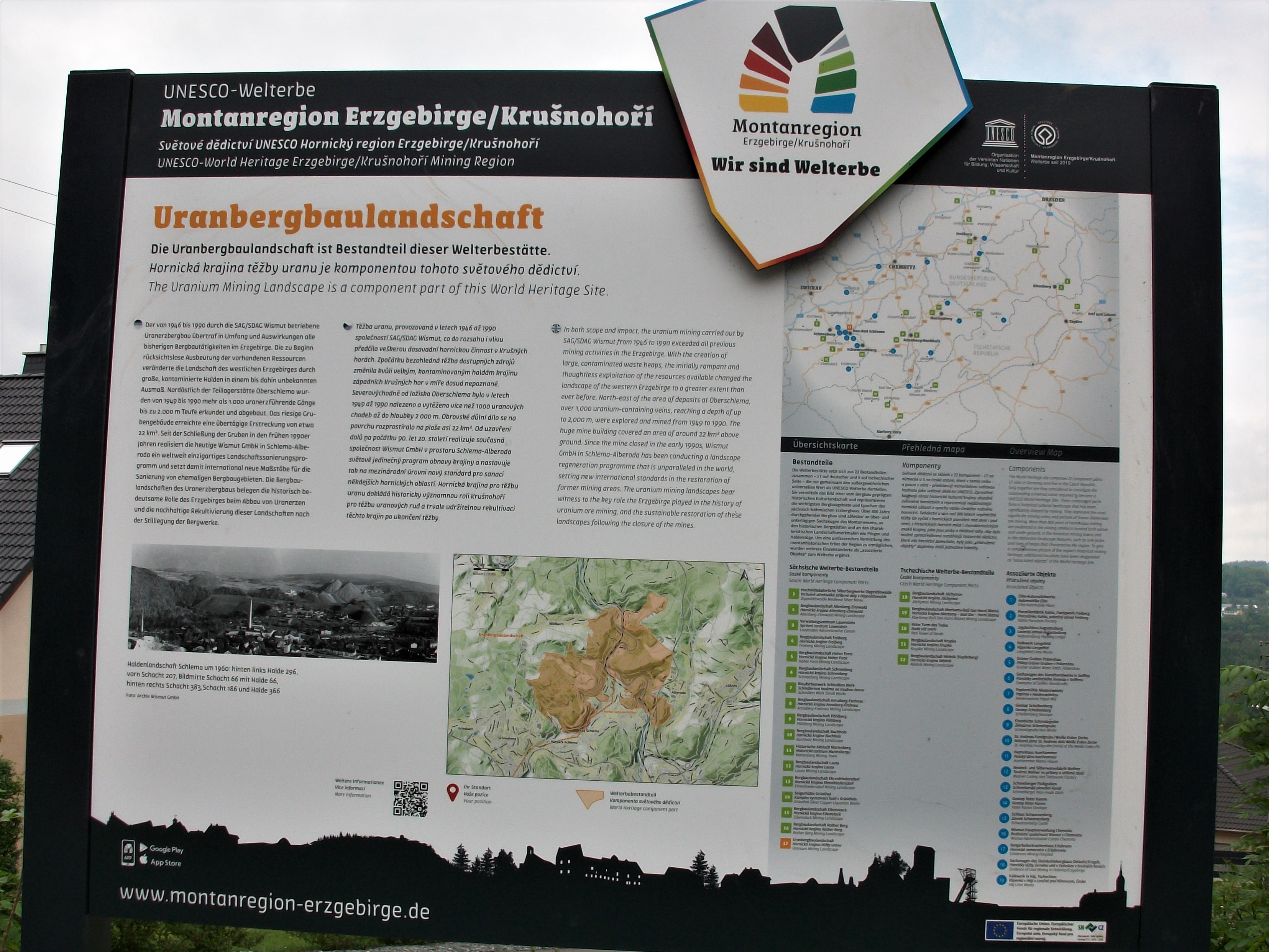
UNESCO Erzgebirge, Infotafel Uranbergbaulandschaft beim Museum Uranbergbau in Bad Schlema

Doch viele Räume standen leer oder dienten als Lagermöglichkeit von Bergwerksausstattungen, die nach 1990 zusammengetragen worden waren. Die Stadt suchte mit den Verantwortlichen der Wismut nach neuen Nutzungskonzepten. So wurde dann entschieden, in zwei Etagen ein Museum zum Uranbergbau in der DDR einzurichten, auch die Regionalgeschichte als Radium-Heilbad sollte dargestellt werden. Nachdem die Umbaupläne umgesetzt worden waren, beschäftigte sich ein Team von Historikern und Museumsfachleuten mit der Gestaltung einer ansprechenden Ausstellung. Am 22. Juli 1996 konnte im Kulturhaus anlässlich des 8. Deutschen Bergmannstages in Schneeberg die Traditionsstätte des sächsisch-thüringischen Uranerzbergbaus eröffnet werden.
Auf einer Gesamtfläche von etwa 700 m² zeigen rund 2000 Exponate die Bergbau- und Kurgeschichte des Ortes, gegliedert in folgende Bereiche:
- Entdeckung Uran und Radioaktivität,
- Uranerzbergbau in Bad Schlema mit Karten, Fotos, Grubenskizzen, Bergmannskleidung, Geräten, Modellen und Zeitzeugenberichten sowie einem großen Funktionsmodell des Bergbaus einschließlich der Untertagearbeiten
- Mineralien (extern im Förderturm des Schachtes 381),
- Grubenwehr (Schutz- und Rettungsausrüstungen),
- Sanierung der Uranerzbaufolgelandschaft,
- Radiumbad Oberschlema mit historischen Fotos, Karten, Originalalltagsgegenständen, Modellen, Dokumenten, Anwendungsbeispielen,
- Gemälde und Bilder zu den Themen Radiumbad und Bergbau.

Neben der ständigen Ausstellung finden auch Sonderausstellungen statt. Beispielsweise wurde im Dezember 2022 die Ausstellung Unterwegs mit Bus und Bahn aufgebaut, die bis Februar 2023 zu sehen war. Sie umfasst zahlreiche Fahrzeugmodelle im Maßstab H0 wie Kraftomnibusse der SAG Wismut, Lokomotiven der Pressnitztalbahn oder der Fichtelbergbahn. Die Modelle hat ein Privatmann gefertigt und bietet mehrfach dazu Führungen durch diese Exposition an.
Die "Bergbaulandschaft Uranbergbau", zu der im direkten Umfeld von Bad Schlema der Schacht 371, der Markus-Semmler-Stolln und die Haldenlandschaft Uranerzbergbau gehören, sind Bestandteil der Montanregion Erzgebirge/Krušnohoří, welche seit 2019 zum UNESCO-Welterbe gehört. Da sich das Museum Uranbergbau in Bad Schlema thematisch mit der Geschichte des Uranerzbergbaus in der Region befasst, befindet sich vor dem Gebäude eine UNESCO-Informationstafel über die Bergbaulandschaft Uranbergbau.

### Weitere Nutzungsmöglichkeiten
Die nicht museal genutzten Räume dienen für private und öffentliche Veranstaltungen, Tagungen, Seminare und anderes.
Zur Koordinierung aller Aktivitäten und Nutzer wurde eine 21-köpfige Geschäftsleitung seitens der Tourismusabteilung der Stadtverwaltung eingesetzt.

## Architektur

### Überblick

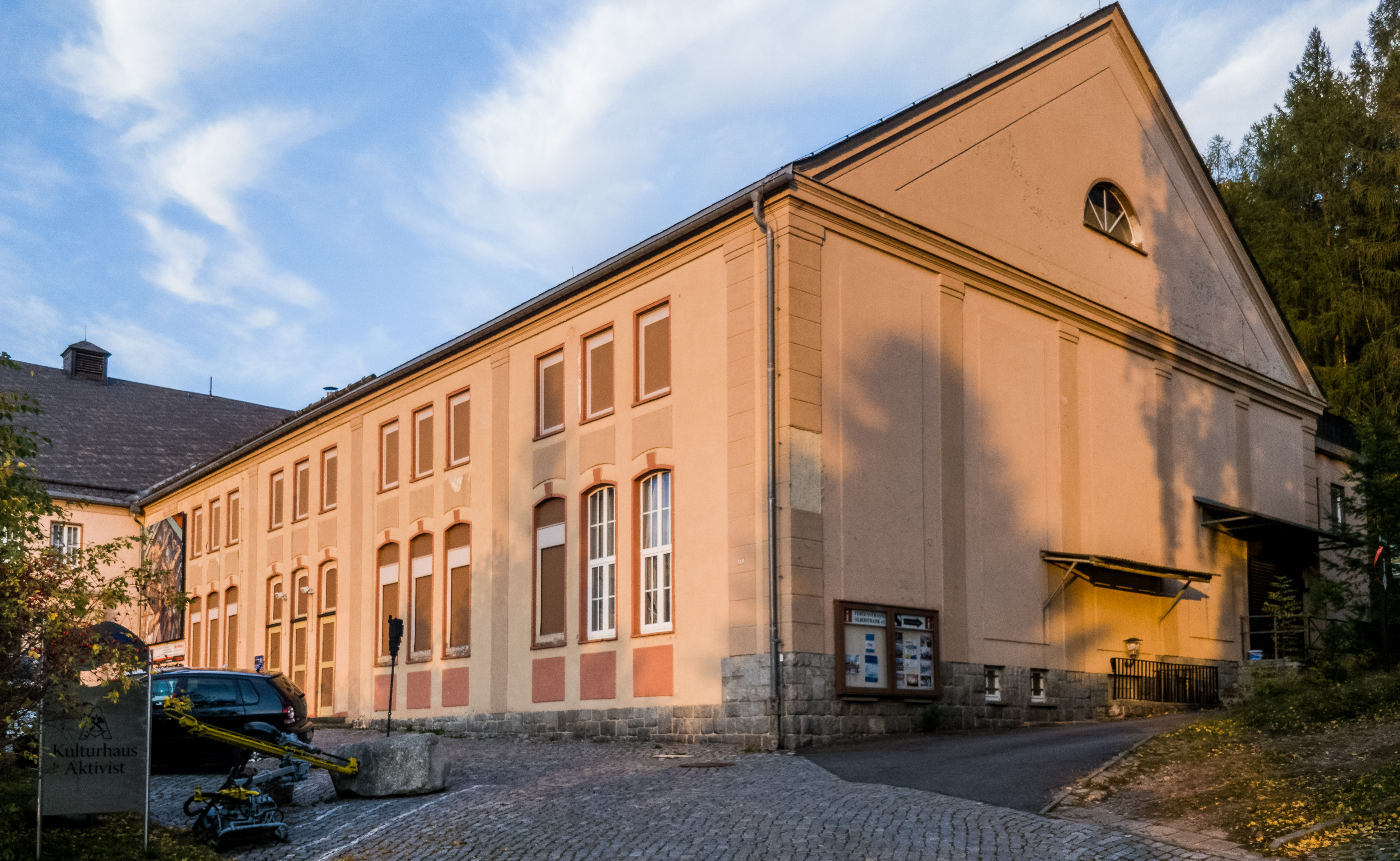
Kulturhaus Aktivist

Das Kulturhaus entstand in Anlehnung an den Neoklassizismus in einer modernen Formensprache der nationalen Tradition.
Das L-förmige Gebäude ruht auf einem Sockel aus behauenen Granitquadern und hat eine einheitliche Firsthöhe mit folgenden Abmessungen:
- Der Südflügel ist rund 33 m lang und 20 m breit. Über einem Kellergeschoss erheben sich zwei Stockwerke.
- Der Ost-West-Flügel ist etwa 44 m lang und 15 m breit. Über dem Kellergeschoss sind infolge der am Hang positionierten Grundmauern auf der westlichen Seite drei Etagen aufgebaut.
Mittig auf der großen Giebelwand befinden sich einige Kunstguss-Elemente, die zusammen ein Denkmal ergeben (siehe unten). Ein früher die beiden oberen Fensterreihen umfassender Balkon wurde nach 2017 abgetragen. 
Im dreieckigen Giebel befindet sich ein vierteiliges Halbrundfenster, ein Pendant ist auf der Westseite eingebaut. Auch im Ostgiebel ist ein solches Halbrundfenster, das die Form eines Stollenmundloches aufgreift, zu sehen.
Der Südflügel gliedert sich auf seiner westlichen Seite in zwölf Fensterachsen, die jeweils zu Dreiergruppen zusammengefasst sind. Die senkrechten Fensterelemente bestehen aus einem oberen längeren hohen Sprossenelement, das untere Fensterteil ist niedriger. Alle Fensterumrahmungen sind farblich in dunkelbraun-orange vom beigefarbenen Putz abgesetzt.
Der Haupteingang zum Museum befindet sich in der Ecke zwischen beiden Flügeln. Er ist mit angedeuteten Säulen-Wandvorlagen hervorgehoben. An allen Längsseiten gibt es hangabwärts Nebeneingänge.
Die Pultdachelemente des Gebäudes sind mit einigen Dachgauben unterbrochen.
Wohl in den 1980er Jahren wurde am Gebäudewinkel ein 21 m langer Nordflügel im Stil eines Bergwerkeingangs angebaut. Er bietet Platz für die Präsentation großer Geräte. Der untere Teil des Nordflügels wurde im Jahr 1995 zur Gaststätte Zum Füllort ausgebaut, deren robuste Ausstattung einem Stolln nachempfunden ist.
Das amtliche Denkmalverzeichnis führt das Kulturhaus als „weitgehend original erhaltener und zeittypischer öffentlicher Bau in bildprägender erhöhter Lage am Hang, Zeugnis für die Entwicklung des Ortes zum Zentrum des Uranerzbergbaus der Wismut, architektur-, kultur-, sozial- und ortsgeschichtlich sowie städtebaulich von Bedeutung“.

### Kunst am Bau

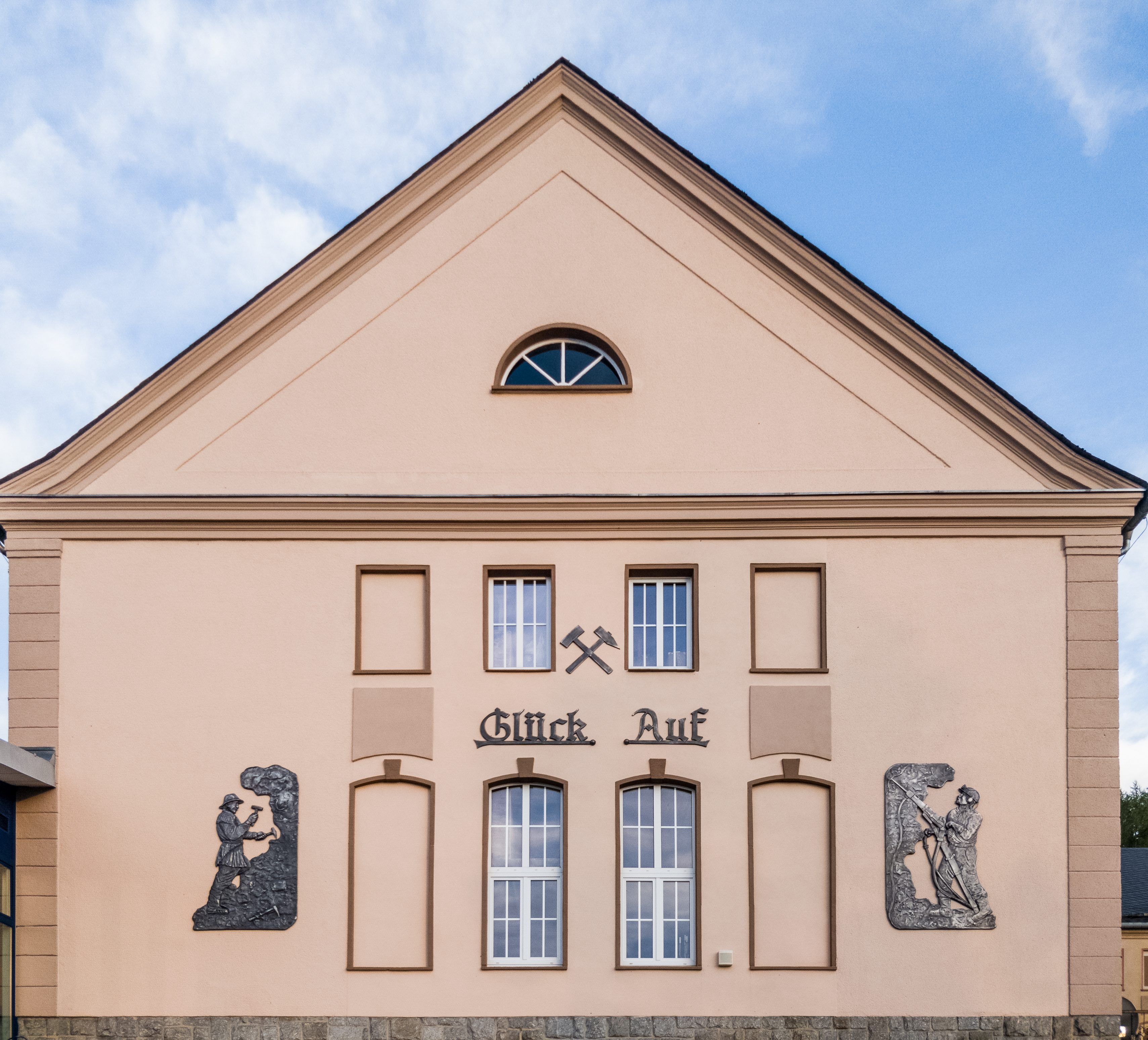
Denkmal Ehre dem Bergmann an der Westfassade

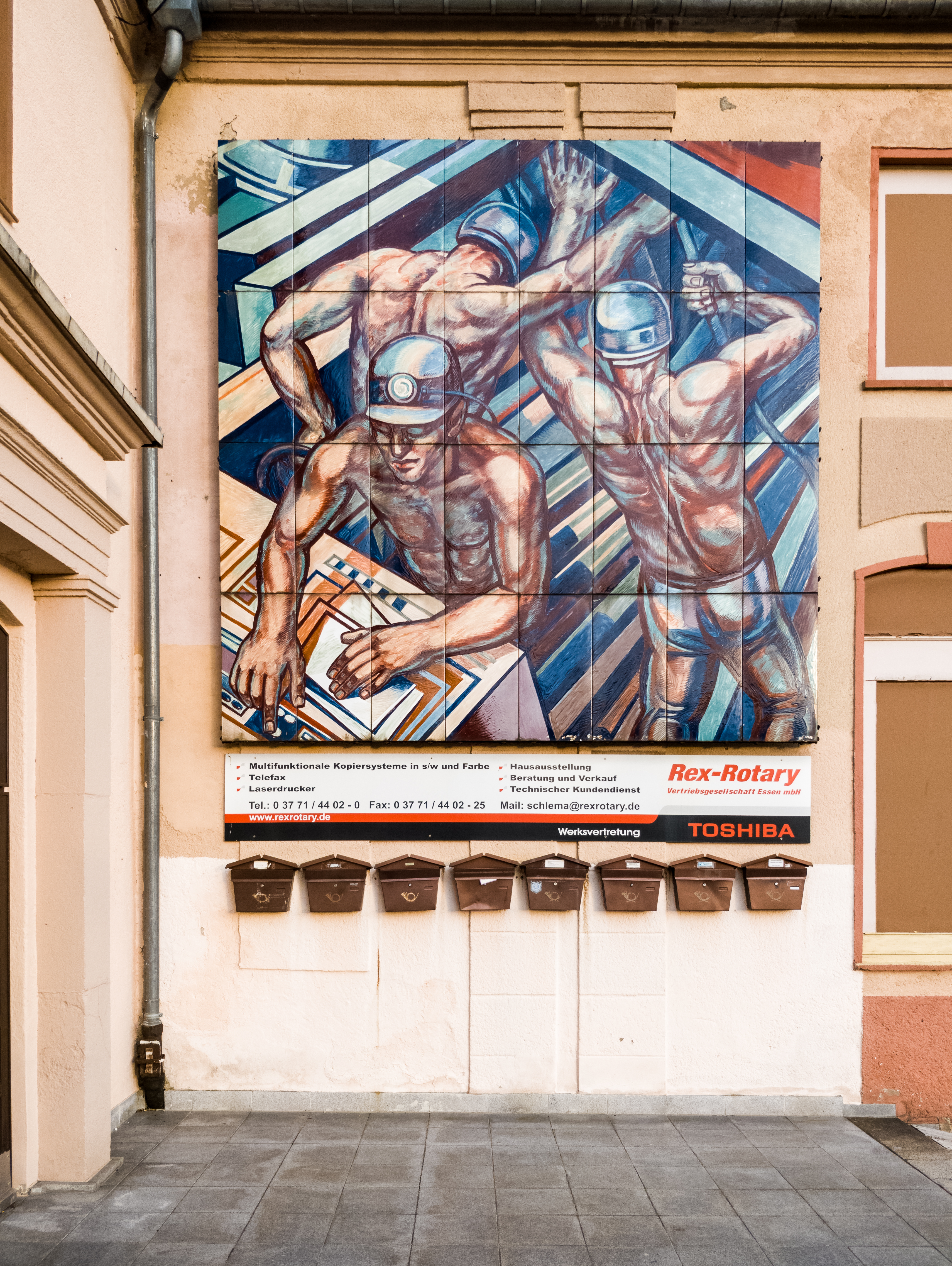
Wandgemälde neben dem Haupteingang

Direkt am Südflügel ist außen an der Fassade neben dem Haupteingang ein überdimensionales Gemälde angebracht, das Helden des Bergbaus zeigt: zwei muskulöse Bergleute teufen einen Schacht ab, ein anderer bedient die Schalttafel einer technischen Einrichtung. Das Bild ist ein Ausschnitt (untere linke Ecke) des 16 × 12 m großen Wandbildes Friedliche Nutzung der Kernenergie des Leipziger Künstlers Werner Petzold. Das Original hing zuerst am Gebäude des Bergbaubetriebes Paitzdorf und gelangte nach 1990 in den Landschaftspark Neue Landschaft in Thüringen. Der hier in Bad Schlema aufgehängte passende Ausschnitt wurde 1974 mit Industrieemaille im Schilderwerk Beutha in 24 farbigen rechteckigen Einzelteilen hergestellt. Bei der Bemalung der Segmente unterstützten Kunsterziehungslehrer des Kreises Aue den Künstler.
 Nach dem Umbau der Giebelwand und deren Neuverputzung erhielt die Fassade dieses Flügels eine neue künstlerische Wandgestaltung: Die Bergbausymbole Hammer und Schlägel, der Bergmannsgruß „Glück auf!“ und je eine verständliche historische und moderne Abbaumethode, alle zusammen als Metallkunstguss, ergeben das Wandbild Ehre dem Bergmann. Links neben den Fenstern arbeitet ein Knappe mit einfachem Werkzeug an einer Felswand, das rechte Relief zeigt einen Kumpel mit einem modernen Bohrhammer ebenfalls an einer symbolischen Gesteinswand. 
Dieses komplette Wandbild entstand auf Anregung von Siegfried Woidtke, der sich an verschiedenen erzgebirgischen Orten für die Errichtung von Denkmalen für den Bergmann einsetzte. Hier in Bad Schlema sollte ursprünglich ein in Stein gearbeitetes Denkmal zu Ehren des Berufsstandes des Bergmanns aufgestellt werden. Als der spätere Museumsdirektor Hermann Meinel mit Woidtke darüber ins Gespräch gekommen war, schlug er dem Stifter vor, das Denkmal direkt an der Giebelwand des Kulturhauses anbringen zu lassen. Die Firma Kunstguss Döhler aus Eibenstock erhielt den Auftrag, auf Basis einer Zeichnung im Brigadetagebuch der Wismutbrigade Hauck die Gussformen zu schaffen. Die Aquarellzeichnung mit der angedeuteten Geschichte des Bergbaus stammte von dem Kunstmaler Ernst Hecker, der mit den Bergleuten gerade das Bild Beratung vor Schichtbeginn fertig gestellt hatte. Zur Finanzierung der Gestaltungsidee sammelte der Verein zur Wiedereröffnung und Entwicklung Kur- und Heilbad Schlema e.V. Spendengelder und steuerte auch noch den Restbetrag bei. Großflächig auf der Fassade ist das Denkmal für die Öffentlichkeit besser sichtbar als in irgendeinem Park oder auf einem Platz. (Siegfried Woidtke war beispielsweise auch der Initiator des im Jahr 2007 eingeweihten Bergmann-Denkmals auf dem Gelände der Bergsicherung Sachsen in Neustädtel.)